# Gibborim (cómic)
El Gibborim son un grupo de personajes de ficción que aparecen en los libros de historietas de la serie Runaways, publicado por Marvel Comics. Fueron creados por el autor Brian K. Vaughan y el artista Adrian Alphona. Debutando en Runaways # 13 ( marzo de 2003 ), en una secuencia de flashback, los Gibborim son los últimos sobrevivientes conocidos de una antigua raza de gigantes de seis dedos que gobernaron la Tierra antes del amanecer de la humanidad, llamados "dioses mayores" por Fuego Brujo, y posiblemente siervos del dios judeocristiano. Su objetivo aparente es limpiar la Tierra de toda la humanidad y remodelar el reino para crear un nuevo Edén para enorgullecer a su "santo padre". Eran los malvados benefactores del Orgullo. Con un promedio de una altura aproximada de 100 pies (30 m), los Gibborim desprecian a todos los humanos.
Una variación de los Gibborim aparece en la serie de televisión Runaways de Hulu Marvel Cinematic Universe. Esta variación de los Gibborim son extraterrestres que se parecen a los Majesdanianos de la serie de cómics de Marvel Runaways. Toman la forma de seres de luz pura que necesitan huéspedes humanos para sobrevivir a la atmósfera de la Tierra.

## Origen
En 1985, los Gibborim reunieron a seis parejas, que consistían en invasores alienígenas, viajeros del tiempo, magos oscuros, científicos locos, mutantes telepáticos y delincuentes. Los Gibborim informaron a las parejas que deseaban convertir al mundo en la misma utopía pacífica que había tenido millones de años antes, pero que no tenían la fuerza. Los Gibborim requirieron la ayuda de las seis parejas ("un Orgullo") para destruir todo el planeta, y cuando lograron su objetivo, seis de los doce que les sirvieron mejor podrían gobernar el mundo con ellos, mientras que los otros Seis perecerían con el resto de la raza humana. Las parejas acordaron, y formaron El Orgullo. Durante 25 años, los Gibborim le dieron al Orgullo la riqueza y sus poderes fueron mejorados para que pudieran gobernar a todo el mundo en la ciudad de Los Ángeles. Todos los años, El Orgullo se reunía en la residencia de Wilder, con la excusa de un "evento anual de recaudación de caridad", mientras que en realidad, realizaban el "Rito de sangre", un sacrificio ritual de una víctima joven e inocente; El espíritu de la víctima sería entonces alimentado a los Gibborim en el "Rito del Trueno".
Alex Wilder da a entender que los Gibborim son en realidad "hijos" de un poder mucho más alto e incluso más antiguo, su "hombre viejo", y trataron de hacer que este poder se enorgulleciera de ellos al intentar restaurar el Paraíso en la Tierra. La última edición del Manual Oficial de Marvel, después de confirmar que los Gibborim son de hecho "místicos" por naturaleza, dice que no se ha revelado durante cuánto tiempo los Gibborim han gobernado la Tierra antes de los albores de la humanidad (y cómo esto podría ser así, debido a la presencia de los dioses ancianos, celestiales, visitantes extranjeros y otros seres de cualquier propósito y diversidad, y también dice que no está claro si hubo más de tres de ellos. El poder de los Gibborim se desvaneció con el tiempo, y llegaron a vivir en un "reino de sueño", la misma dimensión a la que huyeron después de que cayera el Orgullo, hasta que se movieron bajo el agua para convocar místicamente a las seis parejas que conformarían la base fundamental de su grupo encubierto El Manual también se abstiene de declarar abiertamente que los Gibborim no están muertos, sino que han ido a una "dimensión similar al limbo", donde se encontraron con el espíritu de Alex Wilder.
"Gibborim" (גיבורים) es una palabra hebrea derivada de la Biblia: ver Gibborim (bíblico). En hebreo moderno simplemente significa héroes (plural de "gibor" - גיבור), o en el contexto bíblico puede significar "tiranos".

## Últimos años
Después de que Janet Stein quedó embarazada durante su tercer año como el Orgullo, que acordó poner fin a su lucha entre sí. En su lugar, cada pareja se aseguraría de que su hijo recibiera uno de los seis lugares en el próximo paraíso, de modo que el legado del Orgullo podría continuar. Sin saberlo el resto del Orgullo, los alienígenas Deans y los mutantes Hayes hicieron un trato para asesinar al resto del Orgullo y tomar los seis lugares en el paraíso para ellos y sus hijas, Karolina Dean y Molly Hayes. Después de 17 años, el Rito del Trueno fue interrumpido por los hijos del Orgullo. En respuesta, los Gibborim mataron a todos los miembros del Orgullo, y ellos mismos terminaron en la explosión final.
Más tarde se reveló que los Gibborim habían sobrevivido a la explosión final. Al buscar refugio en una dimensión de tipo limbo, Geoffrey Wilder, desplazado en el tiempo, se puso en contacto con ellos al ser colocado en la actualidad. Le piden que les traiga un alma de sacrificio para que resuciten a Alex y a la Sra. Wilder de entre los muertos, sin embargo, este plan es frustrado por los Runaways (aunque Gertrude termina asesinada). Más tarde, Chase Stein se pondría en contacto con ellos, llegando a un acuerdo para criar a su difunta novia, Gertrude Yorkes, de entre los muertos a cambio de un alma inocente. Chase intentó ofrecerse (después de darse cuenta de que no podía matar a otra persona), pero finalmente fracasó, ya que el alma no tenía ganas de hacerlo. Sin un alma, los Gibborim terminan desvaneciéndose a una dimensión de la nada: simplemente un espacio blanco que se revela que es donde Alex fue enviado después de la muerte. Se desconoce si esto es realmente la muerte, ya que compromete otros conceptos de Heaven / Hell en Marvel, así como la entidad Muerte misma. La ausencia del Orgullo y cualquier otra persona también es enigmática; la naturaleza y los orígenes personales de los Gibborim son en gran parte desconocidos, sin embargo, debido a las declaraciones de Alex a ellos en el vacío, se insinúa que son religiosos, si bien están muy mal guiados, servidores del Padre Celestial u otro ser superior, él mismo. Se desconoce si los Gibborim se encuentran en la categoría de criaturas sobrenaturales, Principados, dioses o entidades cósmicas; sin embargo, algunos escritores de Marvel parecen mostrar que son considerados dioses ancianos. 
Tienen una aparición breve durante X-Infernus cuando Witchfire intenta liberar a los "dioses ancianos", lo que demuestra que su edad y dominio antiguos sobre la Tierra se debían a que eran "dioses mayores" (erróneamente confundidos a veces con los dioses ancianos de la Tierra), por lo tanto, posiblemente en el mismo orden que el Elderspawn.
Los Gibborim también afirman ser capaces de resucitar a los mortales, incluso después de que hayan pasado al Gran Más Allá, mientras que los dioses de la muerte e incluso algunos seres cósmicos capaces de destruir mundos enteros no pueden hacerlo, aunque aparentemente requieren un alma inocente para hacerlo. Los Gibborim también son capaces de reestructurar el mundo entero y eliminar a toda la raza humana si son alimentados con suficiente energía del alma, y pueden generar místicamente un fuego lo suficientemente intenso como para incinerar a un humano, teletransportar a una docena de personas desde diferentes lugares y tiempos a un solo lugar, disipar El hechizo oscuro de los murciélagos Minorus conjurando, y todos poseen un alto nivel de inmunidad al daño, ya sea físico o basado en la energía. También permitieron al Orgullo gobernar Los Ángeles, convirtiéndose en la organización criminal dominante de la Costa Oeste, y pueden crear anillos encantados y tomas de funciones poderosas.
También ha habido varios indicios de que los Gibborim estaban destinados a ser realmente seres bíblicos, y los tres llamaron al paraíso que crearían su "nuevo Edén" y el Orgullo como sus doce "apóstoles"; Además, los Gibborim expresaron su ira ante la vista de Xavin (un Skrull): ¡Sucio, desgraciado! ¡La Tierra es un templo sagrado! ¿Qué le da a un extraño como usted el derecho a manchar el planeta de nuestro Santo Padre? Y Alex, mientras se burlaba de los tres en el vacío, creía que los Gibborim solo habían intentado destruir a la humanidad y purgar la Tierra como un esfuerzo por hacer que su "viejo hombre" se sintiera orgulloso.

## Recepción
A pesar de las breves apariciones de los Gibborim, su permanencia en la serie fue recibida positivamente. Jason Cornwell de Comics Bulletin describe a los personajes como "una gran influencia para los asesinos de sangre fría". Otro crítico, Shawn Hill describe a los Gibborim como aquellos que proporcionan la motivación completa para el título nuevamente.

## En otros medios
- En la serie de televisión Runaways hay un culto religioso llamado La Iglesia de Gibborim, liderado por la madre de Karolina Dean que adora a la especie, que son extraterrestres hechos de Luz similares a los Majesdanianos, pero requieren un anfitrión para poder vivir. En la segunda temporada, Karolina Dean aprende y abraza su doble identidad de humana y Gibborim.[9]